# Marie Petzoldová-Sittová
Marie Petzoldová-Sittová (30. ledna 1852 Praha – 7. ledna 1907 Praha) byla operní pěvkyně. Patřila mezi významné členy Národního divadla v Praze. Zpívala sopránové party. Jejím manželem byl Václav Petzold, hoteliér a majitel Kaiserštejnského paláce na Malostranském náměstí. Svým uměním oslovovala nejen široký okruh posluchačů, ale i hudebních skladatelů.

## Život
Marie Petzoldová-Sittová se narodila 30. ledna 1852 v Praze. Otec byl pražský mistr houslař Antonín Sitt. Byla žačkou regenschoriho V. Horáka a F. Pivody. Začínala jako koloraturní sopranistka. Bedřich Smetana jí doporučil, aby zpívala v letech 1869 a 1870 v Prozatímním divadle.

## Divadlo
Debutovala zde v roli Gildy («Rigoletto»). Průpravu na divadelních scénách získala v Německu a v Brně. Od roku 1873 získala angažmá v Prozatímním divadle. Celý soubor přešel v roce 1881 do Národního divadla, kde zpívala sopránové party. Patřila k předním členům ND v Praze. Hostovala v mnoha evropských městech. Začínala jako koloraturní sopranistka, ale brzy počala střídat party dramatické, lyrické i subretní. Po sňatku s Václavem Petzoldem od roku 1888 vystupovala pod jménem Marie Petzoldová-Sittová. Pěvkyně dávala přednost tragickým a hrdinným úlohám. Pro tyto dramatické party si vytvořila sošné postoje. K nejlepším výkonům patřily role mozartovské, kde se jí v koloratuře nemohl nikdo v ND rovnat. Bedřich Smetana si vážil jejího talentu, ale dával najevo, že plně neodpovídá jeho ideálu pěvkyně–herečky. Její pěvecký projev se vyznačoval velkou citovostí. Herecký projev Marie byl však nevalný. Přesto se stala ideální tzv. "smetanovskou pěvkyní".

### Smetanovy opery

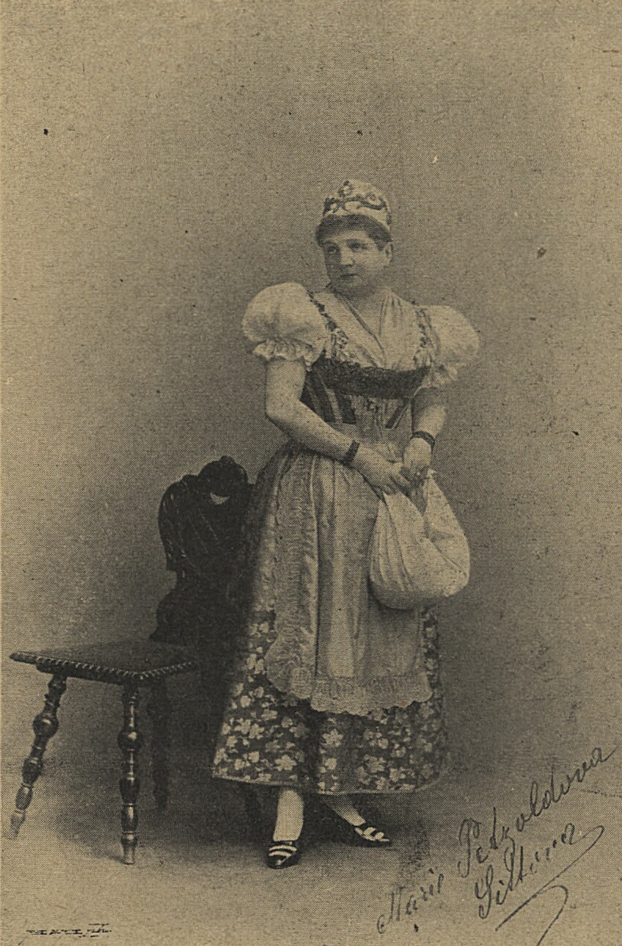
Marie Petzoldová-Sittová jako Vendulka ve Smetanově Hubičce (Národní divadlo)

Ze Smetanových oper vystupovala na příklad jako Katuška (Čertova stěna), Milada (Dalibor), Mařenka (Prodaná nevěsta), Karolina i Anežka (Dvě vdovy) a Vendulka (Hubička). Byla první Libuší při otevření Národního divadla v roce 1881 i při jeho znovuotevření v roce 1883.

### Světový opernírepertoár
Ze světového repertoáru ztvárnila např. Donnu Annu (Don Giovanni), Konstanci (Únos ze serailu), Královnu noci (Kouzelná flétna), Filinu (Mignon), Normu, Aidu, Alžbětu (Tannhäuser), Leonoru (Trubadúr), Valentinu (Hugenoti), Markétku (Faust), Elsu (Lohengrin a další. Marie Petzoldová-Sittová byla členkou souboru ND až do roku 1898.

## Koncertní činnost
Marie Petzoldová-Sittová se věnovala bohaté koncertní činnosti. Zúčastňovala se večírků Umělecké besedy a Akademie pořádané spolkem českých žurnalistů. Na programu byly například scény z opery Černohorci od Karla Bendla, kantáta Meluzina od Zdeňka Fibicha. Často měla na programu díla Bedřicha Smetany. Mezi nejzajímavější koncertní vystoupení se řadí provedení recitativu a árie Fulvie z Myslivečkovy zpěvohry Euzio. Některé duety zpívala s tenoristou Antonínem Vávrou, basový part zpíval Karel Čech. Někdy s ní vystupoval barytonista Josef Lev. Velkou oslavou L. van Beethovena bylo v roce 1883 provedení jeho jediné opery Fidelio. Někteří hudební skladatelé pěvkyni věnovali svá díla. Bedřich Smetana přímo pro Marii Sittovou napsal roli Vendulky v opeře «Hubička».

### Charitativní koncerty
Nezapomínala na potřebné a některé charitativní koncerty pořádala ve prospěch sirotků atd. Vystoupila na koncertě uspořádaném 20. dubna 1879 ve prospěch dostavění katedrály sv. Víta na Hradčanech. Zde poprvé předvedla dva výjevy z připravované opery B. Smetany Libuše.

### Neshody mezi vedením německého divadla a hudebníky při vystoupení české sopranistky
Za pozornost stojí, že vstupné na velké kantátové koncerty nejen pokrylo vynaložené náklady, nýbrž stačilo ještě dotovat jiný druh besedních akcí, totiž besedy s konverzační hudbou. V roce 1878 se výbor v Brně jednou rozhodl na naléhavé přání některých vlastenců od koncertu upustiti a zaříditi besedu se zpěvy a konverzační hudbou. Ředitel Leoš Janáček pro sopránové sólo získal sólistku pražského Národního divadla Petzoldovou-Sittovou. Očekávanou velkou hudební událost se vedení německého divadla snažilo zmařit a v poslední chvíli odvolalo členům svého orchestru svolení k účinkování a jen po zakročení vlivných osobností a po zaplacení 100 zl do divadelní pokladny byl zákaz účinkování orchestru zrušen.
Marie Petzoldová-Sittová zřejmě uchvacovala svým uměním natolik posluchače, že jí prominuli herecké nedostatky. Je pochována na Olšanských hřbitovech.